# Alvis 3½ litre
Der Alvis 3½ litre  war ein PKW, den Alvis von 1935 bis 1936 dem etwas kleineren Modell Speed 20 SD zur Seite stellte. Als Vorgänger des Speed 25 SB führt er auch die Versionsbezeichnung SA.
Der 1935 vorgestellte 3½ litre SA hatte einen Sechszylinder-Reihenmotor mit hängenden Ventilen, drei SU-Vergasern und einem Hubraum von 3571 cm³ (Bohrung × Hub = 83 mm × 110 mm), der eine Leistung von 102 bhp (75 kW) bei 3600/min. abgab. Das Fahrgestell hatte einen Radstand von 3226 mm und eine Spurweite von 1422 mm. Hinten war eine angetriebene Starrachse eingebaut, die an halbelliptischen Längsblattfedern hing. Vorne hatte der Wagen Einzelradaufhängung mit einer Querblattfeder. Die Wagen erreichten eine Höchstgeschwindigkeit von 149 km/h.
Das Modell war als Tourenwagen, als Limousinen oder als Cabriolet erhältlich. Die Aufbauten waren 4712 mm lang und 1702 mm breit. Üblicherweise lieferte Alvis nur das fahrbereite Fahrgestell und Stellmacherbetriebe erstellten die Aufbauten im Auftrag des Werkes oder der Kunden.
1937 wurde der 3½ litre SA durch den Speed 25 SB und den 4.3 litre ersetzt.